# Come quando fuori piove (miniserie televisiva)
Come quando fuori piove è una miniserie televisiva italiana in due puntate, diretta da Mario Monicelli e trasmessa nel 2000 da Rai 1. L'opera segna il ritorno alla tv del regista dopo le esperienze di Le due vite di Mattia Pascal del 1985 e Rossini! Rossini! del 1991.
Il titolo vuole essere un riferimento al mondo del poker, filo conduttore delle vicende. Le iniziali delle quattro parole che lo compongono, difatti, corrispondono rispettivamente a Cuori, Quadri, Fiori e Picche, frase mnemonica per definire la gerarchia di valore delle carte da gioco francesi.

## Trama
La misteriosa vincita del primo premio di cinque miliardi di lire di una lotteria finisce per sconvolgere la vita del paese veneto di Cittadella.
Tutto ha inizio da Lidio, giovane padre di un bambino, che cerca di sbarcare il lunario guadagnandosi da vivere come figurante nelle sagre paesane. Intorno all’uomo ruotano diversi personaggi: la vigilessa ed eterna innamorata Wilma, l’amico Armando, l’allevatore di polli e giocatore incallito Ugo Jessich. Fulcro delle vicende è il bar centrale del paese, storico ritrovo di pokeristi, tra cui Lidio stesso.
Proprio nel corso di una partita a poker, il ragazzo perde tutto, compreso un biglietto della lotteria che si rivela vincente. Da questo momento in poi si scatena la rocambolesca caccia al prezioso tagliando, dimenticato nella tasca di una giacca e passato oramai per molte mani. Per ricostruirne il percorso viene chiamata “l’avvocatessa”, abile legale in pensione che però detesta sentirsi chiamare così. Dopo una serie di bizzarre vicissitudini, che porteranno allo scompiglio collettivo, si arriverà all’unica soluzione possibile: l’equa divisione della posta in palio tra tutti i personaggi coinvolti.